# 小山源喜
小山 源喜（こやま げんき、1915年7月8日 - 1991年4月11日）は、日本の男性俳優、声優、演出家。東京府東京市向島（現・東京都墨田区）出身。戦後のラジオドラマ黄金期を代表する声優。

## 来歴・人物
隅田小、東京府立七中（現・東京都立墨田川高等学校）卒業、東京府青山師範学校中退。1934年（昭和9年）、遠縁に当たる二代目市川小太夫の縁で市川猿之助主宰の春秋座で初舞台を踏む（『若き日の成吉斯汗』）同年6月、丸山定夫のP・C・L映画に入る。1935年（昭和10年）10月、小山映画演劇研究所主宰。1936年（昭和11年）3月、新築地劇団演出部（千田是也の助手）を経て、1938年（昭和13年）には文学座旗揚げに参加。

### 『鐘の鳴る丘』と声優時代
1941年（昭和16年）、NHK東京放送劇団の誕生に際し第1期生となる。同劇団の後輩に黒柳徹子、名古屋章、黒沢良、勝田久ら。以後、ラジオ全盛期に声優としてNHKの数多くの名作ラジオドラマで主役を務めた。
とくに、1947年（昭和22年）7月から放送開始となったNHK連続ラジオドラマ『鐘の鳴る丘』（菊田一夫・作）で主役の加賀見修平青年の声を担当したとき、同番組が、戦後早々の時代を代表する国民的な大ヒット番組となったため一躍その名を全国に知られた（放送番組世論調査によると、当時90%近い人が「鐘の鳴る丘のラジオ放送を聴いたことがある」と答えている）。
同番組の主題歌『とんがり帽子』（菊田一夫・作詞 古関裕而・作曲 川田正子、コロムビアゆりかご会・歌）も大ヒットした。
舞台『鐘の鳴る丘』（日劇小劇場・1948年2月）でも主演したが、このときは観客の列が劇場をぐるりと取り囲んで話題になったという。
NHKラジオの主演作品には、このほか『東の国にて』（木下順二・作 1954年 山本安英と二人主役）、『激流』（真船豊・作 1965年）などがある。1967年（昭和42年）、NHKを退団しフリーとなる。
死亡当日の朝日新聞夕刊（1991年4月11日）の一面コラム「素粒子」は、「最後の声優 小山源喜の死に思う、イモ腹で聴いたラジオの『鐘の鳴る丘』の、あの歌声」と記している。

### 俳優時代
ラジオ時代を経て、テレビ、舞台、映画でも活躍。180センチ以上の長身で、父親役や軍人、所長など組織の幹部役が多かったことは、以下の主な出演記録も示している。
テレビ時代のNHK連続番組では『ふしぎな少年』（手塚治虫・原作 1961 - 62年）で主人公の少年サブタン（太田博之）の父親役を務める。『目白三平』（中村武志・原作 1957 - 58年）では主役のサラリーマン役。
NHK朝の連続テレビ小説では、『おはなはん』（樫山文枝・主演 1966 - 67年）や『あかつき』（武者小路実篤・原作。1963 - 64年）に出演。前者ではヒロインおはなはんの夫（俳優は高橋幸治）の父親役。
NHK大河ドラマでは『赤穂浪士』（長谷川一夫・主演 1964年）で吉良家家老・左右田孫兵衛、『竜馬がゆく』（北大路欣也・主演 1968年）では徳川慶喜の側用人・原市之進。『西郷隆盛』（1963年）では板垣退助。ほかに、NHK夜の連続ドラマ番組銀河ドラマ（のち銀河テレビ小説）の『今日のいのち』（山本學・主演 1969年）など出演。
外国連続ドラマの吹き替えでは、NHK『タイムトンネル』（1967年）のカーク研究所長役（俳優はホイット・ビッセル）、NET（現・テレビ朝日）『ドクター・キルディア』（リチャード・チェンバレン主演 1962 - 64年）の病院長役（俳優はレイモンド・マッセイ）など。
舞台は、芸術座『サウンド・オブ・ミュージック』（淀かほる、高島忠夫主演 1965年）でフォン・シェライバー提督、帝国劇場『ビルマの竪琴』（市川染五郎＝のち9代目松本幸四郎主演 1975年）で英国軍部隊長、帝国劇場『心中冲也ぶし』（山本周五郎・原作『虚空遍歴』。菊田一夫・脚本。平幹二朗・主演。1971年）で中藤冲也の父親の役などを演じた。日生劇場のこけら落とし『ものみな歌でおわる』（花田清輝・作。仲代達矢・主演。1963年）にも出演。
映画でも、『戦争と人間』（五味川純平・原作 山本薩夫・監督）で村岡長太郎関東軍司令官役、『激動の昭和史 軍閥』（藤本真澄製作・堀川弘通・監督）で鈴木貞次郎企画院総裁役、『不毛地帯』（山崎豊子原作）で山田乙三関東軍司令官役、など。
外国映画でも『ビーチレッド戦記』（コーネル・ワイルド監督・主演 1967年）の日本軍守備隊々長の杉山大佐役を務めている。

### 演劇活動
NHK在職中にキリン座を結成（1951年）するなど演出家としても幅広い演劇活動を展開。その後、程島武夫とともに劇団自由劇場（1958年）、発見の会（1964年）の創立に参画し、新劇の世界でも主演演技者兼演出家として活躍した。
さらに、舞台芸術学院講師、大映ニューフェイス演技研究所指導講師など演劇学校講師として人材の育成にも努めた。その演技理論の指導を受けるため、淀かおる、藤里美保、内重のぼるら宝塚の当時のトップスターたちが個人的に師事していた時期もある。
芸名として、一時期、こやま・げんき、東屋源喜（あづまや・げんき）を使用。

### 類縁
生家は江戸時代以来の料亭として森鷗外や谷崎潤一郎、永井荷風、坪内逍遥、正岡子規などの小説・随筆にも登場する東京向島の八百松（やおまつ）の家系。曾祖父に当たる小山松五郎は勝海舟の親友として、『海舟座談』『氷川清話』『竜馬がゆく』などにも登場している。
1991年（平成3年）4月11日、肝臓癌のため千葉県船橋市の病院で死去。享年75。喪主は長男のジャーナリスト小山唯史（こやまただし）。血縁に作家小山清、書道家小山やす子ら。

## 主な出演作品

### ラジオ
- 鐘の鳴る丘（NHK連続 1947年）
- 向う三軒両隣り（NHK連続 1947年）
- 魚紋（NHK 1948年）
- 最後の運転（NHK 1948年）
- 地獄横町（NHK 1950年）
- 白い外套の女（NHK 1951年）
- ねはん雪（NHK 1952年）
- 鬼（NHK 1952年 江戸川乱歩・原作）
- 蚊食鳥（NHK 1952年 宇野信夫・原作）
- 殉死（NHK 1953年）
- 命をもてあそぶ男ふたり（NHK 1953年 岸田国士・原作）
- 東の国にて（NHK 1954年）
- 海の泡（NHK 1955年）
- 海底二万哩（NHK 1957年 ジュール・ヴェルヌ・原作）
- 激流（NHK 1965年）
- ガンバハル氏の実験（NHK 1966年 岸田国士・原作）
- セールスマンCE402号（NHK 1967年）
- 夢十夜（NHK 1968年 夏目漱石・原作）

### テレビ
- 並木（NHK 1953年）
- 高野長英（NHK 1953年）
- 霧を追いかける男（NHK連続 1955年）
- カナリヤ姉妹（NHK連続 1957年）
- 獣の行方（NHK 1957年）
- 目白三平（NHK 連続 1957年）
- 飛ぶ雪（NHK 1958年）
- 裸の町（NHK 1958年）
- 父の記念日（NHK 1959年）
- 小野宮の人々（NHK 1959年）
- 魔法の梨の木（KRT 1959年）
- 或る町のある出来事（NHK 1959年）
- パノラマ劇場（NHK 1960年）
- 幸運?（NHK 1960年）
- ふしぎな少年（NHK連続 1961年）
- 赤鼻勘五郎（NHK 1961年）
- 人みな哀しく（NHK 1961年）
- 落ちた烏帽子（NHK 1961年）
- とも子そんした（NHK 1962年）
- ある遍歴（NHK 1962年）
- 目撃者（NHK 1962年）
- 彦六大いに笑う（NHK 1962年）
- 芽生え（NHK 1962年）
- 柔道一代（TBS連続 1962年）
- 背後の人 影の章 光の章（NHK連続 1962年）
- カルネアデスの舟板（NHK 1962年 松本清張・原作）
- 黒い樹海（NHK 1962年 松本清張・原作）
- 影（NHK 1963年 松本清張・原作）
- みどりの風に（NHK 1963年）
- 正塚の婆さん（TBS 1963年）
- 二つの道（NHK 1963年）
- 波紋（NHK 1963年）
- 西郷隆盛（NHK 1963年）
- あかつき（NHK連続 1963年）
- 赤穂浪士（NHK連続 1964年）
- 風雪 第2回「最後の将軍」（NHK 1962年）
- 女医記（NHK 1964年）
- 徳川家康（NET 1964年）
- 日日新たなり（NHK 1964年）
- 巷談本牧亭（NHK 1964年）
- 最後の将軍（NHK 1964年）
- 春風秋雨（NHK 1964年）
- おばあちゃんの石臼（NHK 1964年）
- 敵艦見ゆ日露戦争（NHK 1965年）
- 大津事件（NHK 1965年）
- 人形佐七捕物帳（NHK連続 1965年）
- おはなはん（NHK連続 1966年）
- 真田幸村（TBS連続 1966年）
- 特別機動捜査隊（NET 1967・71・73年）
- おかあさん（TBS 1967年）
- 剣（NTV 1967年）
- 竜馬がゆく（NHK連続 1968年）
- お庭番（NTV連続 1968年）
- 三十六人の乗客（NHK 1969年）
- 24才 その6（TBS 1969年）
- あゝ忠臣蔵（KTV連続 1969年）
- 今日のいのち（NHK連続 1969年）
- 二つの道（NHK 1970年）
- 幻の機関車を見た（NHK 1970年）
- 大忠臣蔵（NET 1971年）
- 浮世絵 女ねずみ小僧（フジテレビ 1971年）
- 天下御免（NHK連続 1971年）
- 天皇の世紀（ABC 1971年）
- 刑事くん (TBS連続 1972年)
- 大江戸捜査網（テレビ東京連続 1972年） - 大森良衛
- 仮面ライダー（NET 1973年） - 松田博士(第96話)
- 見知らぬ橋（NET連続 1973年）
- 花の生涯 （NTV連続 1974年）
- わが家の灯（NHK 1974年）
- 若さま侍捕物帳（ANB連続 1978年）
- 江戸の渦潮（CX連続 1978年）
- 江戸の牙（ANB連続 1979年）
- 西部警察（ANB連続 1979年）- 北山幸男
- ザ・ハングマン（ABC連続 1981年）
- 西部警察 PART-II 第1話（ANB連続 1982年）- 銀行支店長

### テレビ吹き替え
- ドクター・キルディア（NET連続 1962年）
- 四重奏（NHK劇映画, 1963年）- カーネル・ペリグリン (演：セシル・パーカー>)
- 七時に帰宅（NHK劇映画, 1963年）- デービッド (演：ラルフ・リチャードソン)
- 海辺の女（NHK劇映画, 1963年）- タッド (演：チャールズ・ビックフォード)
- 河は呼んでいる（NHK劇映画, 1966年）- ロシェブルヌ家の主人 (演：モンコルビエ)
- 愛の交響楽（NHK劇映画, 1966年）- (演：アルトゥール・ルビンシュタイン)
- タイムトンネル（NHK連続 1967年）- カーク中将 (演：ホイット・ビッセル)
- アフリカ大牧場（NHK連続 1968年）- ヘイズ (演：ロナルド・ハワード)
- ドクター・キルディア（NET連続 1962年）
- 殺しの免許証（NET版 1970年）- ヘンリック (演：カレル・ステバネック)

### アニメ
- 巨人の星（1968年）
- 紅三四郎（1969年）

### 映画
- 戦争と人間（第一部「運命の序曲 1970年・ダイニチ映配）（村岡長太郎関東軍司令官）
- 激動の昭和史 軍閥(1970年・東宝)（鈴木貞一企画院総裁）
- 不毛地帯(1975年）（山田乙三関東軍司令官）
- ニイタカヤマノボレ 日本帝国の崩壊 (大宅壮一監修ドキュメンタリー 1968年・東宝)（声の出演）
- 化石(井上靖原作・小林正樹監督 1975年・東宝)（堀川大六）
- 大日本帝国 (笠原和男脚本・舛田利雄監督 1982年 東映)（鈴木貫太郎首相）
- 河 あの裏切りが重く（森弘太監督 1967年 日本ATG）（二役）
- 王様のしっぽ(アニメ映画 1949年・日本漫画映画)（声の出演）
- 浮世絵残酷物語（武智鉄二監督 1968年・大映）（宮川長春）
- ビーチレッド戦記(1967年）(日本軍守備隊々長 杉山大佐)

### 舞台
- 鐘の鳴る丘（1948年・菊田一夫作）（日劇小劇場）
- クノック（キリン座・1951年 ジュール・ロマン作）（スミダ劇場）
- 反応工程（自由劇場・1959年 宮本研作）（一ツ橋講堂）
- 冬に蒔かれた種子（自由劇場・1959年 村上兵衛作）（一ツ橋講堂）
- 戸口の外で（自由劇場・1960年）（一ツ橋講堂）
- マクベス（人形劇団ひとみ座 1961年 シェイクスピア作）（東横ホール）（マクベス声）
- オンディーヌ（東京芸術祭オペラ公演 1961年）(都民劇場)（城主声）
- 墓場なき死者（自由劇場 1961年 サルトル作）（一ツ橋講堂）
- ブルースをうたえ（自由劇場 1961年 福田善之作）（俳優座劇場）
- キッチン（自由劇場 1962年 ウェスカー作）（俳優座劇場）
- 爆裂弾記（演劇座 1963年 花田清輝作）（俳優座劇場）
- そして誰もいなくなった（佐藤プロ1963年 アガサ・クリスティ作）（読売ホール）
- みんなこまぎれ（自由劇場 1963年 ウェスカー作）（俳優座劇場）
- 王女の買物（東京放送劇団 1963年 飯沢匡作）（イイノホール）
- ものみな歌でおわる（千田是也プロデュース公演1963年 花田清輝作）（日生劇場）
- 新版四谷怪談（発見の会 1964年 広末保脚色）(厚生年金ホール)
- サウンド・オブ・ミュージック（1965年）（芸術座）
- ビルマの竪琴（1975年）（帝国劇場）
- 心中冲也ぶし（1971年・山本周五郎・原作『虚空遍歴』。菊田一夫・脚本）（帝国劇場）
- 明治大帝（東宝劇団 1962年）（明治座）

### 舞台演出
- クノック（キリン座・1951年）（スミダ劇場）
- 白鳥の歌ほか（自由劇場・1958年）（赤坂公会堂）
- 戸口の外で（自由劇場・1960年）（一ツ橋講堂）
- ゴドーを待ちながら（自由劇場 ベケット・作）